# Miroslav Katětov
Miroslav Katětov (* 17. März 1918 in Tschembar in Russland; † 15. Dezember 1995) war ein tschechischer Mathematiker, Psychologe und Schachspieler. Sein tschechischer Vater war in Russland Mitglied der Tschechoslowakischen Legionen, die Mutter war eine Russin, die Familie kam 1923 in die Tschechoslowakei.
Miroslav Katětov beendete 1939 sein Studium an der naturwissenschaftlichen Fakultät der Karls-Universität in Prag. Während des Krieges hatte er eine Anstellung am psychologischen Institut, wo er statistische Daten analysierte. Schon als Student kam er mit Topologie und Funktionalanalysis in Berührung; während des Krieges besuchte er private Seminare (die Universität war geschlossen) zu diesen Themen, die für die kommenden 25 Jahre sein Hauptarbeitsgebiet darstellen sollten. Er arbeitete unter anderem über normale Räume, Dimensionstheorie und uniforme Räume. Seit den 1970er Jahren wandte er sich wieder mathematischen Anwendungen in der Psychologie zu. Er war eingeladener Sprecher auf dem ICM 1962 in Stockholm.
Von 1954 bis 1957 war Miroslav Katětov Direktor der Prager Karls-Universität.
Ferner war Katětov ein sehr guter Schachspieler. 1951 wurde ihm vom Weltschachbund FIDE der Titel Internationaler Meister verliehen. Nach Berechnung seiner historischen Elo-Zahl lag er im Juli 1944 mit einer Wertungszahl von 2644 auf dem 16. Platz der Weltrangliste. Er nahm für die tschechoslowakische Nationalmannschaft sowie die Stadtauswahl von Prag an mehreren freundschaftlichen Vergleichskämpfen teil. Katětov siegte 1944 bei der Meisterschaft von Prag überlegen mit 80%igem Ergebnis, er wurde 1946 in Ostrava Zweiter bei der Meisterschaft der Tschechoslowakei.